# 施蘭訥山
48°04′09″N 13°23′06″E / 48.069202°N 13.384913°E

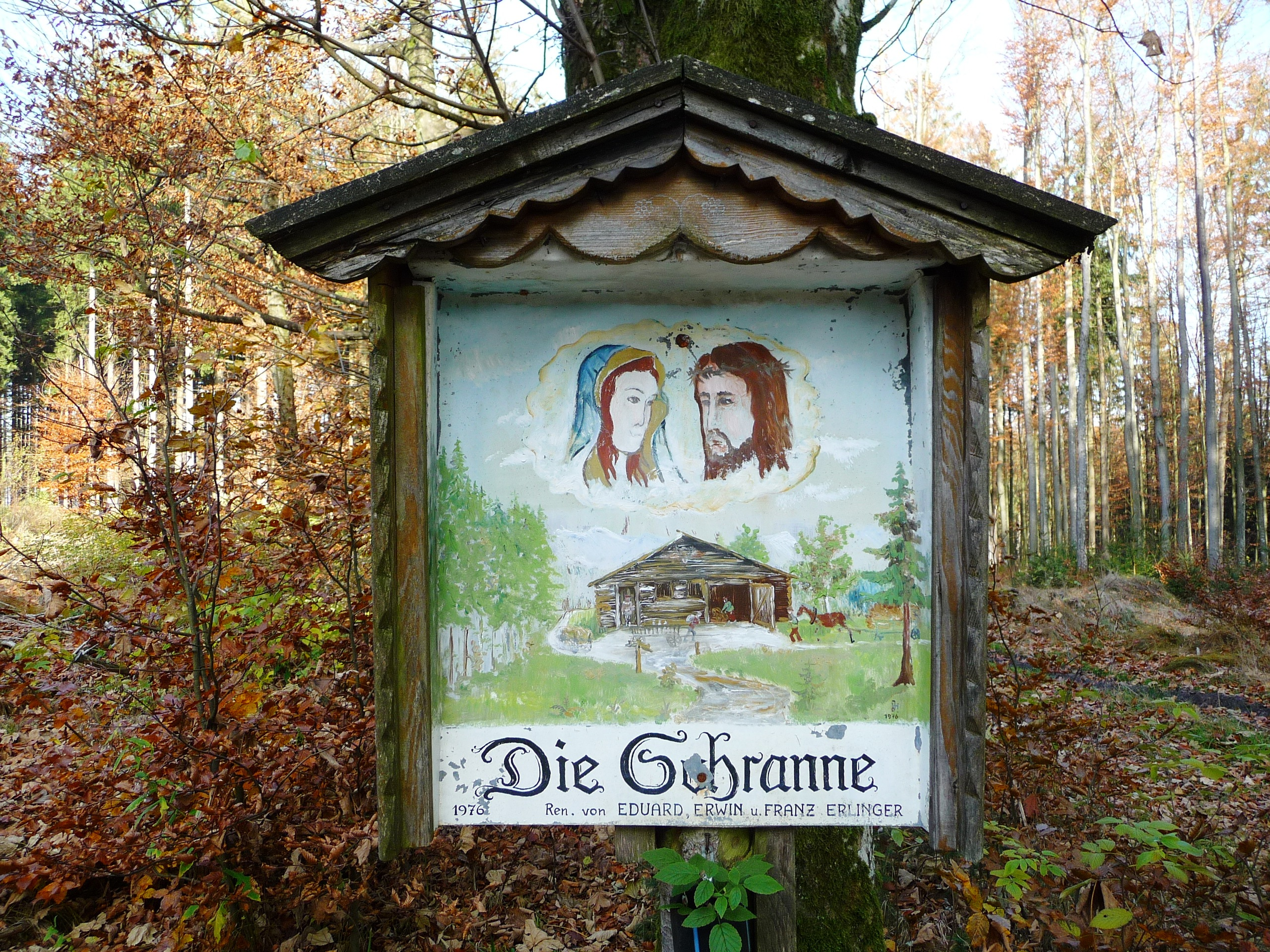

施蘭訥山（德語：Schranne），是奧地利的山峰，位於該國北部，由上奧地利州負責管轄，處於瓦爾德策爾附近，該山峰海拔高度727米，山體在1,000萬年前形成。